# Конюшина середня
{{#ifeq:0|0|{{#if:|{{#if:Trifoliummedium|[[]}}|}}}}
Конюшина середня (Trifolium medium) — вид квіткових рослин родини бобові (Fabaceae).

## Опис
Багаторічна трав'яниста рослина. Корінь прямий, багатоголовий, часто розвиває довгі підземні пагони. Стебла 20–80 см заввишки, прямі або висхідні, у вузлах зигзагоподібно вигнуті, голі або зверху запушені. Листя трійчасте, листові пластинки 1,5–6,0 см завдовжки і 0,6–3 см завширшки, від еліптичних до овальних. Суцвіття — поодинокі головки. Віночок спаяний в трубку на 8–10 мм, не опадає, яскраво-червоний. Біб яйцеподібний, плівчастий, розкривається однією щілиною, однонасінний. Маса 1000 насінин 0,68–0,73 г. Рослина ярого типу розвитку. Цвітіння: травень — червень; плодоношення: липень — серпень.

## Поширення
Вид поширений у Центральній та Східній Європі, Криму, Кавказі, Казахстані (північно-західна частина), Західному Сибіру, південно-східному березі Байкалу.

## Екологія
Росте на луках, у чагарниках, на узліссях, у світлих лісах, іноді в посівах і на покладах в лісовій, рідше в степовій зоні, в горах до верхнього пояса.

## Господарське значення
Цінна кормова рослина. За поживністю не нижче конюшини лучної, заслуговує на увагу для випробування в культурі в лісостеповій та степовій зоні. Зимостійка, посухостійка, високоврожайна, добре розмножується вегетативно. Відрізняється довголіттям (5-7 років), невибагливістю до умов зростання. Нормально розвивається на кислих, піщаних і солонцюватих ґрунтах.